# Contrôle non destructif portable
Pour un article plus général, voir Contrôle non destructif.

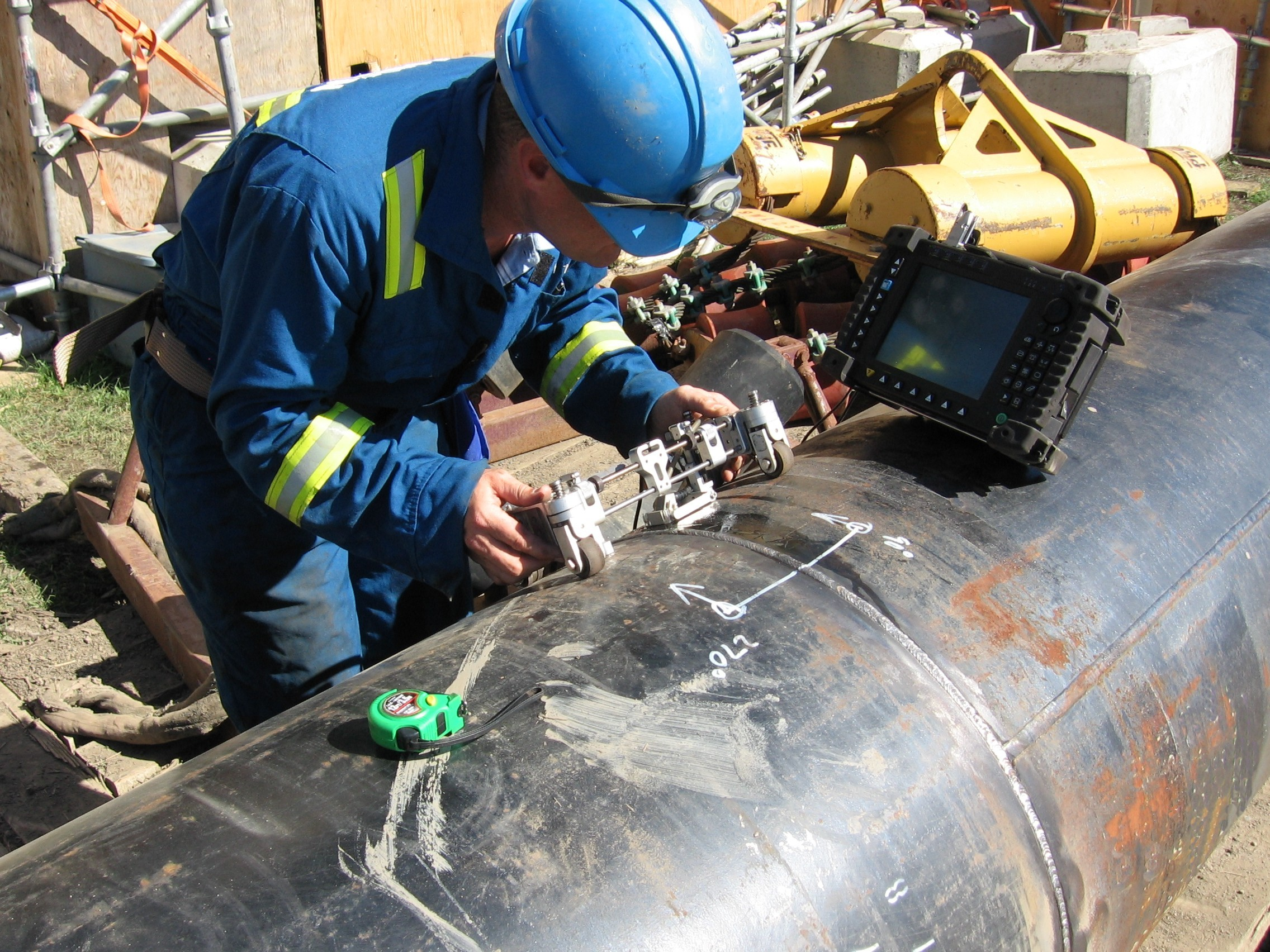
Exemple : contrôle non destructif d'une soudure d'un tuyau par ultrasons.

Le Contrôle non destructif portable (CND portable ou CND mobile) fait référence aux techniques d'inspections qui nécessitent l'usage de matériel portable ou transportable. 

## Description
Les cinq critères déterminants pour caractériser ce type de matériel sont :
- son poids et son ergonomie ;
- son autonomie et la complétude de ses fonctionnalités ;
- sa facilité de transport ;
- la résistance à l'eau, la poussière et aux chutes ;
- le respect des normes en vigueur.

## Application
Ce type de solutions est généralement utilisé pour les inspections sur site (comme dans les usines ou les centrales, les chantiers de construction...) ou bien les endroits d'accès difficile (comme une éolienne, une ligne électrique...).

## Exemples
Parmi les techniques de CND portable, on distingue en particulier le contrôle visuel avec endoscopes (VT), le contrôle par ultrasons (UT), le contrôle par caméra thermique (IR), le contrôle par rayons-X (RT) et détecteurs numériques (DR), etc.